# Order Lojalności i Pracowitości
Order Lojalności i Pracowitości (chiń. trad. 忠勤勳章; pinyin Zhōngqín xūnzhāng) – jednoklasowe odznaczenie wojskowe Republiki Chińskiej.
Ustanowione 23 września 1944. Przyznawane żołnierzom, którzy wysłużyli w siłach zbrojnych 10 lat za wyróżniającą się służbę.